# Oron-le-Châtel
Oron-le-Châtel is een plaats en voormalige gemeente in het Zwitserse kanton Vaud.
De plaats telt 258 inwoners.

## Geschiedenis
Voor 2008 maakte de gemeente deel uit van het toenmalige district Oron. Op 1 januari 2008 werd de gemeente deel van het nieuwe district Lavaux-Oron.
Op 1 januari 2012 fuseerde de gemeente met de gemeentes Bussigny-sur-Oron, Châtillens, Chesalles-sur-Oron, Ecoteaux, Oron-la-Ville, Les Tavernes, Les Thioleyres, Palézieux en Vuibroye tot de nieuwe gemeente Oron.
- Gemeinsame Normdatei: 7712450-9
- Historisch woordenboek van Zwitserland: 002563
- MusicBrainz: 82c99b9b-7403-45ff-887c-a1930e247d27
- MusicBrainz: 2e71dd50-9d43-4ff3-bf32-1f1dc81d5dc0
- Virtual International Authority File: 246809410
- WorldCat: E39PBJh4w4YxHWVm9RpG4xqhHC